# Демура, Геннадий Владимирович
Генна́дий Влади́мирович Дему́ра (6 марта 1940, Ворошилов, Приморский край, СССР — 31 декабря 2020, Москва, Россия) — доктор геолого-минералогических наук (1984), профессор (1986), декан геофизического факультета МГРИ (1986—1990). Автор более 150 научных работ — учебников, монографий и учебных пособий. Специализировался в проблемах комплексирования, экологии, обработки и интерпретации геофизических и экологических данных. Входил в состав комитета по Ленинским премиям СССР (секция Науки о Земле), был экспертом ООН. Почётный работник высшего профессионального образования РФ.

## Биография
Родился 6 марта 1940 года.
В 1959 году окончил Магаданский горно-геологический техникум, после работал начальником поискового отряда в геолого-съёмочных партиях на Колыме и Чукотке, на золотоносных площадях (1958—1963). В 1963—1967 годах обучался в МГРИ, где получил квалификацию горного инженера-геофизика. Кандидат технических наук (1971), доктор геолого-минералогических наук (1984). В 1974—1983 годах участвовал в исследовании зеленокаменных поясов Канады по программе международного обмена. В 1978—1983 годах возглавлял проведение комплексных опытно-методических работ на урановорудных полях Узбекистана и Казахстана. В 1986—1987 годах Фулбрайтовский профессор Хьюстонского университета (США). Проводил научно-исследовательские работы в Якутии, Средней Азии, на Кольском полуострове и Украине.
Умер 31 декабря 2020 года, на территории больницы № 40 (Коммунарка).

### Публикации
Книги
- Бондаренко В. М., Демура Г. В., Ларионов А. М. Общий курс геофизических методов разведки. — М.: Недра, 1986. — 453 с.
- Бондаренко В. М., Демура Г. В., Савенко Е. И. Общий курс разведочной геофизики. — М.: Norma, 1998. — 304 с. — ISBN 5-247-00965-7.

Статьи
- Петров А. В., Демура Г. В., Зиновкин С. В. Компьютерная технология статистического и спектральнокорреляционного анализа данных КОСКАД 3D и практические результаты // Недропользование XXI век. — 2017. — № 1 (64). — С. 44—59. — ISSN 1998-4685.
- Демура Г. В., Петров А. В. Физико-геологическое моделирование и анизотропная магнитная геотомография недр // Геофизика. — 2014. — № 6. — С. 18—24. — ISSN 1681-4568.
- Демура Г. В., Зиновкин С. В., Петров А. В. Новые возможности и перспективы магниторазведки — компьютерные технологии объёмного моделирования и фильтрации результатов высокоточных площадных съёмок // Недропользование XXI век. — 2013. — № 4 (41). — С. 20—26. — ISSN 1998-4685.
- Демура Г. В. Возможности высокоточной аэрогамма-спектрометрической и магнитной съёмки при глубинном картировании древних магнито-анизотропных пород // Геофизика. — 2009. — № 3. — С. 27—32. — ISSN 1681-4568.
- Великин С. А., Демура Г. В. Основные принципы автоматизированного геофизического мониторинга // Геофизика. — 2010. — № 3. — С. 41—47. — ISSN 1681-4568.
- Пилипенко Г. Н., Верчеба А. А., Петров А. В., Демура Г. В. Золотоурановые месторождения крупного Эльконского рудного района ожидают освоения // Горный журнал. — 2018. — № 11. — С. 13—18. — ISSN 0017-2278. — doi:10.17580/gzh.2018.11.01.